# Centromyrmex fugator
Centromyrmex fugator được phát hiện và công bố bởi Bolton, B. & Fisher, B. L. vào năm 2008..